# Victor Predescu
Victor Predescu (n. 7 august 1912, Ploiești, România – d. 27 decembrie 1984) a fost un reputat compozitor, dirijor și violonist român, de etnie romă. Este fratele mai mare a lui Nicușor Predescu.

## Biografie
S-a născut la data de 7 august 1912 la Ploiești, într-o familie de lăutari, tatăl său, Nicolae Predescu, fiind violonist și șef de orchestră. Sub directa lui îndrumare începe să învețe vioara de timpuriu, iar mai apoi contrabasul.
Studiază la Conservatorul din București, unde se înscrie la clasa profesorului George Enacovici. La examenul de absolvență a interpretat Concertului nr. 2 pentru vioară și orchestră de Henryk Wieniawski, acompaniat la pian de Theodor Rogalski.
Se angajează apoi în Orchestra Simfonică a Armatei, unde evoluează sub bagheta dirijorilor Egizio Massini și Alfred Mendelsohn. 

Afișul concertului închinat lui Grigoraș Dinicu

Începe apoi să-și facă un nume ca șef de orchestră în București, alăturându-și câteva nume celebre precum naistul Fănică Luca sau cântărețele Mia Braia și Rodica Bujor,
Își face angajamente ca șef de orchestră la Terasa Cercului Militar și la restaurantele „Athenee Palace”, „Dorul Ancuței” și „Terasa Colonadelor”  din București.
În 1940 cântă la Curtea Regală împreună cu diseurul Jean Moscopol.
În timpul celui de-Al Doilea Război Mondial, împreună cu pianistul Mișu Ionescu-Năsoi cântă prin spitalele de răniți, trecând la muzica populară.
În 1946 este ales președinte al Sindicatului Artiștilor Instrumentiști și formează orchestra de concerte „Barbu Lăutaru”, cooptând toți instrumentiști din fosta orchestră „Doina Românească” a lui Petrică Moțoi. Noua formație se afirmă repede în viața artistică a capitalei, stimulând și alte inițiative de același tip.
În 1947 participă la concertul aniversar închinat împlinirii a 40 de ani de activitate a lui Grigoraș Dinicu, în calitate de dirijor al Orchestrei „Barbu Lăutaru”.
În 1949 orchestra este transferată de la Sindicatul Artiștilor Instrumentiști la Institutul de Folklor (proaspăt înființat) și reorganizată de către violonistul și dirijorul Ion Luca-Bănățeanu. Din pricina oscilațiilor între Sindicat și Institut, Victor Predescu renunță în cele din urmă la poziția de dirijor în cadrul Orchestra „Barbu Lăutaru”.
În 1950 se ocupă de organizarea orchestrei noului Ansamblu „Ciocârlia” al Ministerului Afacerilor Interne, cu care efectuează, în același an, un turneu în Ungaria. Vechea orchestră „Ciocârlia”, transferată de la Sindicatul Artiștilor Instrumentiști la Ministerul Afacerilor Interne, s-a mărit cu 60 de persoane, sosind aici din toată țara instrumentiști talentați, precum: violoniștii Florea Cioacă și Varga Zoltan, taragotiștii Iosif Milu și Ion Murgu, fluierașul Marin Chisăr, cobzarul Ion Șerban, clarinetistul Adolf Guți etc.
În paralel a preluat, cu jumătate de normă, conducerea proaspetei Orchestre populare a Comitetului Radio, având drept obiectiv înregistrările și concertele în direct.
În 1956 efectuează un turneu în Albania, împreună cu Ansamblul „Ciocârlia” și soliștii Angela Moldovan, Aurelia Fătu-Răduțu și Ion Cristoreanu.
În 1959 participă într-un alt turneu peste hotare, în Iugoslavia, împreună cu Orchestra de muzică populară Radio.
În 1967, împreună cu Ansamblul „Ciocârlia”, cunoaște recunoașterea mondială, în urma unui turneu de trei luni în Anglia. Jurnalistul Emrys Bryson remarca în „Guardian Jurnal” (26 octombrie 1967) că „turneul a dezvăluit spiritualitatea și rafinamentul unui popor”. Urmează o suită de invitații, așa încât în 1968 efectuează un alt turneu în Statele Unite. A fost, de altfel, ultimul moment de satisfacție majoră a dirijorulului.
Un merit deosebit îl are în promovarea unor tinere talente precum Sofia Popa și Ileana Constantinescu, precum și în realizarea primelor înregistrări pe discuri standard ale cunoscutei hore „Perinița”.

## Decesul
În 1954 este distins cu titlul de „Artist Emerit”, după importante realizări cu Ansamblul „Ciocârlia” și dupa lansarea unor discuri valoroase cu Maria Tănase în calitate de dirijor.
Moare la data de 27 decembrie 1984 în București.

## Distincții
- titlul de Artist Emerit al Republicii Populare Romîne (26 august 1954) „pentru merite deosebite în activitatea artistică”[10]
- Ordinul „Meritul Cultural” clasa a II-a (19 decembrie 1967) „cu prilejul împlinirii a 20 de ani de la înființarea ansamblului de cîntece și dansuri «Ciocîrlia» al Ministerului Afacerilor Interne, [...] pentru merite deosebite și îndelungată activitate artistică”[11]